# Пол-литровая мышь

Мышь Фитцджеральд, главный герой сериала

«Пол-литровая мышь» (англ. 12 oz. Mouse, букв. «двенадцатиунциевая мышь») — американский телевизионный мультсериал производства Cartoon Network/Adult swim. Первые два сезона и дополнительные эпизоды выходили с 2005 по 2007 год.
В 2018 году вышел один специальный эпизод. В 2020-м авторы решили перезапустить мультсериал. Неожиданно, без предварительного анонсирования, 31 марта был запланирован полноценный 3-й сезон: 1-я серия 3-го сезона (21-я в мультсериале), положившая начало полноценному новому сезону. Остальные десять эпизодов вышли на экраны спустя почти два месяца, с 20 по 31 июля. 
Летом 2025 года планируется премьера российской короткометражной адаптации этого сериала

## Описание
Пристрастившись к пиву и оказавшись в тёмном мире предательства и шпионажа, пол-литровая мышь промышляет разовыми работами и выполняет секретные задания вместе со своими сообщниками. События сериала крутятся вокруг антисоциального поведения одержимой алкоголизмом зелёной мыши-переростка по имени Фитцджеральд ("Fitz"; в оригинале персонажа озвучивает сам создатель сериала Мэтт Майелларо). Фитцджеральд — активный социопат, и на пару со своим приятелем, шиншиллой по имени Скиллет, он предается стрельбе по живым мишеням из разнообразного огнестрельного оружия, поглощает алкоголь, снимает порно, совершает акты немотивированного насилия и играет на гитаре. На фоне этих «невинных» развлечений перед зрителем потихоньку начинает приподниматься вуаль, скрывающая извращённый мировой заговор, угрожающий не только всему живому на планете, но и самой ткани Мироздания. Первые нити заговора ведут к Синей Акуле — боссу, который изредка подбрасывает Фитцу работёнку, и к Квадратному Бизнесмену, одному из самых богатых существ на планете.
Отличительной чертой «Пол-литровой мыши» является сверхпримитивная (гораздо топорнее, чем, например, в «Южном Парке») манера рисовки и минимальное количество анимации как таковой: схематично набросанные здания и пейзажи, лаконичные движения героев.

## Персонажи мультфильма
| Имя                  | Данные |
| -------------------- | --- |
| Мышь Фитцджеральд    | Главный герой мультфильма, любит грабить банки, играть на гитаре и пить дорогое пиво, обычно берёт двенадцать бутылок. Не помнит своего прошлого, оно всплывает отрывками в его мозгу. Настоящий фрик. |
| Друган               | Шиншилла Скиллет (Друган) — лучший друг мыши, говорить не умеет, только пищит. Ещё он играет на барабанах. В сериале его называют белкой, тогда как сам Мэтт Майелларо утверждает, что Скиллет — шиншилла. |
| Акула                | Акула — босс Фитцджеральда. Недолюбливает Квадратного Бизнесмена, хоть и находится с ним в одном большом деле. Хобби — убийства. Носит пуленепробиваемый жилет. Имеет огромную власть и всячески пытается это доказать Бизнесмену, который считает Акулу позёром. |
| Квадратный Бизнесмен | Известен также как Квадратный Парень. Розовый квадрат, озабоченный своим огромным богатством. Он находится в бизнесе с Акулой. Носит очки, но не имеет глаз. Обладает некой сверхъестественной силой. Имеет гораздо больше власти, чем Акула, и по неизвестным причинам сотрудничает с ним. |
| Петух                | Фермер, который выращивает корн-доги. Ранее был простым горожанином, но вскоре потерял дом, машину и почти всё остальное имущество, а сам попал на ферму. У Петуха нет руки, ему отрубили её, пока он спал. За рукой Петуха идёт охота, так как она очень важна и может помешать Акуле и Квадрату в захвате города. Рука помимо этого обладает своего рода интеллектом и может жить вне зависимости от Петуха (но это не мешает ему играть кантри на гитаре). |
| Арахисовый Коп       | Коп (в будущем — пожарный), напоминающий синий арахис, должен охранять город. Вместо этого просто слоняется по городу и стреляет во что ни попадя. Вечно укурен или пьян. Тем не менее помогает Фитцу и Скиллету в обороне против робогалстуков, сделав анти-антиречевой газ и выяснив их слабое место — звонок будильника. Имеет двуствольное ружьё, однако стреляет из него крайне неумело.                                                                 |
| Муженщина            | Девушка, которая работает в местном баре. У неё есть способность превращаться в мужчину, для чего она произносит «Мужская сила, активируйся!», и обратно в женщину, соответственно. Запах индейки её (его) клинит и заставляет беспорядочно и неопределенно превращаться то в мужчину, то в женщину. Любит играть в мяч и попивать пивко. А ещё она любит появляться то тут, то там, и издавать громкий сигнальный звук.                                      |
| Ликёр                | Существо, похожее на палку с глазами. Хозяин алкогольного магазина, в который любит захаживать Фитцжеральд. Знает о мире, в котором живёт, больше, чем все вокруг, но старательно это скрывает и всячески мешает другим сообщать информацию Фитцу. |
| Призрак (Новичок)    | Похожее на зонтик существо с четырьмя ногами и моргающими вертикально глазами. Не разговаривает. Очень любит танцевать с обручем под песню «Princess Cruiser» Тонга Хити. Неравнодушен к Скиллету, которого вечно гипнотизирует. Позже был съеден Акулой и вновь извлечён из его чрева. |
| Рода                 | Хозяин бара «У Роды». Именно он всегда подаёт Фитцу его любимый заказ — двенадцать бутылок пива. Верит, что Квадратный Бизнесмен и Петух — это и есть корни зла в их обществе. Персонажи называют Роду то мужчиной, то женщиной. |
| Паук                 | Имя говорит само за себя. Изначально был направлен Ликёром, чтобы захватить Петуха, но в итоге подружился с последним. Петух утверждает, что знает его. Паук умеет играть на рояле. У Паука в мультфильме 7 лап. |
| Золотой Джо          | Ушастый круглый человечек. Обладает визгливым голосом, несносным характером и золотым зубом с выгравированным на нём знаком доллара. Читает хип-хоп и вообще манерой разговора напоминает афроамериканца. Обладает способностью телепортироваться, издавая при этом специфический звук. Любит пить пиво и ездить на автомобиле. Имеет небольшой полуавтомат.                                                                                                  |
| Шустрик              | Напоминает тряпичную куклу, которая перекатывается с места на место. Профессиональный стрелок из лука, мастер своего дела. Наёмник Акулы и Квадратного Бизнесмена. Украл у Акулы амулет для пробуждения Амалоха, в результате был самим же Амалохом съеден. Вероятно, азиат. |
| Продюсер             | Личность, которая всё продюсирует. Любит много преувеличивать и восхищаться всем вокруг, при этом прогибаясь телом назад. Его постоянно убивают, но он воскресает. Однажды был контролируем рукой Петуха. |
| Глаз                 | Огромный глаз на ножках. Довольно нерасторопный криминальный авторитет, которому должен денег Золотой Джо. Любит делать ударение на своё имя, а также употреблять эпитеты со словом глаз. Имеет двойника-близнеца, который по характеру — злодей и ренегат, и угрожал самому Глазу. Его недолюбливают Акула и Квадратный Бизнесмен. |
| Занудная женщина     | Говорит всем, что надо делать и чего не надо. Была убита Акулой и Квадратным Бизнесменом, после чего её тело попало в руки Фитца и Скиллета. При небольшой «модернизации» Скиллета стала подобием Терминатора с огромными пулемётами. Убила Акулу. |
| Часы                 | Приятель Акулы и Квадрата. Выпускает часовой газ, который странно влияет на всё живое. Часы ползают по стенам и телепортируются, издавая скрипучий неприятный звук. Считается самым загадочным персонажем в сериале. |
| Жучок                | Шпион Акулы, созданный для слежки за Фитцем и Скиллетом, а также другими жителями города. Акула их очень не любит. |
| Амалох               | Огнедышащий многорукий монстр из преисподней, которого вызвал Шустрик. Амалох съедает Шустрика и начинает танцевать «брейк-данс смерти». Несёт смерть и разрушение в город. Однако ему не чужды высокие чувства, он трепетно относится к цветку со своей могилы. |
| Призрачная фигура    | Фигура, которая стоит за всем происходящим. Этот монстр не имеет лица и обычно появляется из некой загадочной двери. Стреляет дротиками, невнятно говорит (по крайней мере для зрителя), иногда появляется в галстуке-бабочке. Ездит на герметичном фургоне. |